# Ger, Manche
Ger är en kommun i departementet Manche i regionen Normandie i norra Frankrike. Kommunen ligger i kantonen Barenton som tillhör arrondissementet Avranches. År 2022 hade Ger 818 invånare.

## Befolkningsutveckling
Antalet invånare i kommunen Ger
| Referens: INSEE |